# Felix Mottl
Felix Mottl, född 24 augusti 1856, död 2 juli 1911, var en österrikisk dirigent och kompositör.
Mottl var elev vid konservatoriet i Wien, hovkapellmästare först i Karlsruhe 1881-1903, därefter i München, där han blev direktör för operan 1907. Mottl var en av sin tids mest framstående konsert- och operadirigenter, särskilt beprövad som Wagnerdirigent. Han var huvudanförare vid festspelen i Bayreuth 1886-93.